# Villamarín (Monforte de Lemos)
Villamarín (llamada oficialmente San Fiz de Vilamarín) es una parroquia y una aldea española del municipio de Monforte de Lemos, en la provincia de Lugo, Galicia.

## Otras denominaciones
La parroquia también es conocida por el nombre de San Fiz de Villamarín.

## Límites
Limita al norte con las parroquias de Monte, Caneda y Sindrán, al este con Rozabales, Vilachá y Torbeo, al sur con Tronceda y Doade y al oeste con Marcelle y Penela.

## Organización territorial
La parroquia está formada por dieciséis entidades de población, constando once de ellas en el nomenclátor del Instituto Nacional de Estadística español:

### Entidades de población
Entidades de población que forman parte de la parroquia:
- A Fonte
- Barxa
- Candeda (A Candeda)
- Eirexe
- Froxende
- Gándaras
- Morade (O Morade Grande)
- Pacios
- Peciña (A Peciña)
- Pena (A Pena)
- Val do Bolo
- Veliña (A Veliña)
- Villamarín (Vilamarín)

### Despoblados
Despoblados que forman parte de la parroquia:
- As Pedras
- Cima de Vila

## Demografía

### Parroquia
| Gráfica de evolución demográfica de Villamarín (parroquia) entre 2000 y 2020 |
|                                                                              |
| Datos según el nomenclátor publicado por el INE.                             |

### Aldea
| Gráfica de evolución demográfica de Villamarín (aldea) entre 2000 y 2020 |
|                                                                          |
| Datos según el nomenclátor publicado por el INE.                         |